# قالی عشاق

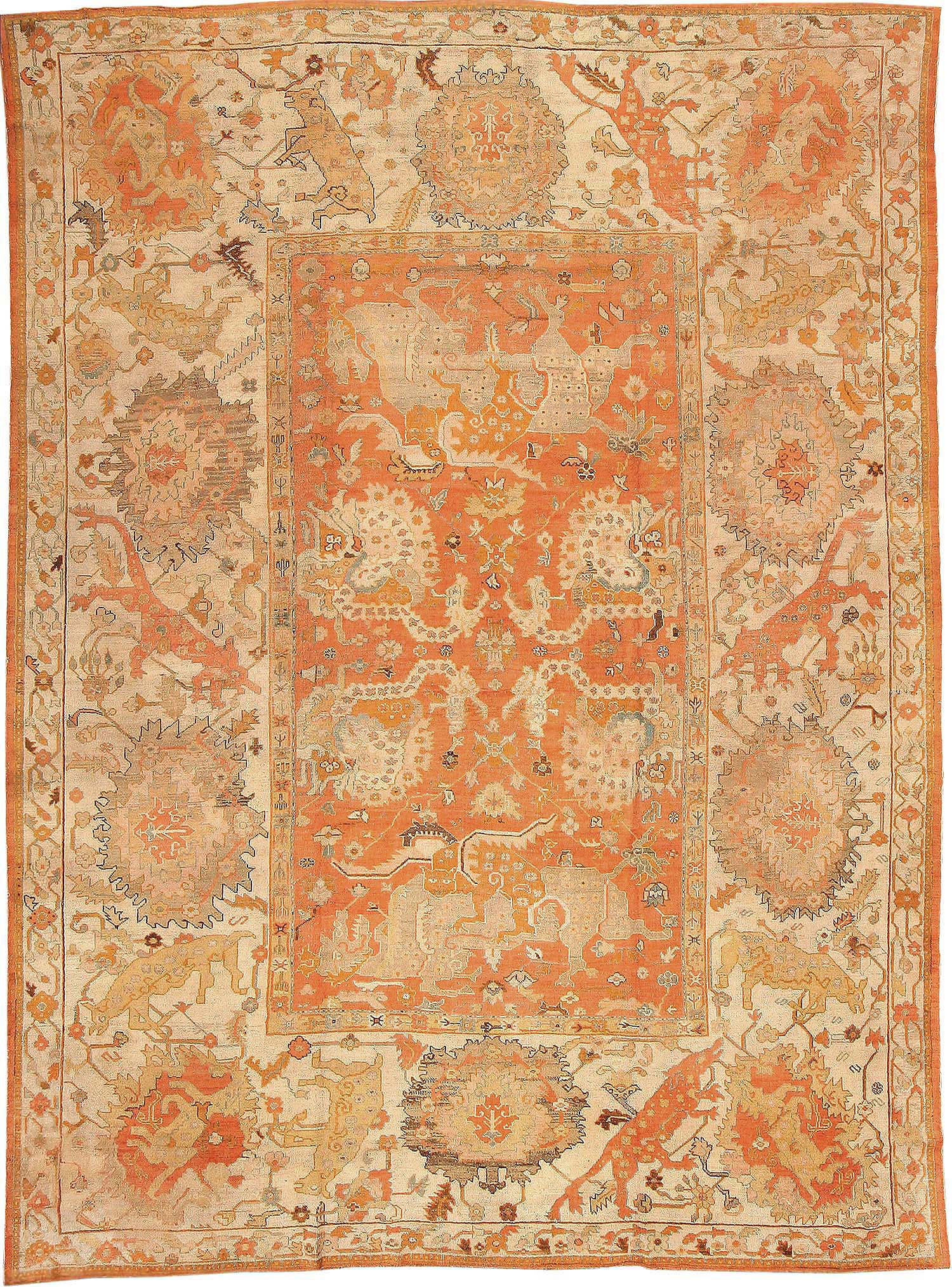
نمونه‌ای آنتیک از قالی عشاق.

قالی عشاق (ترکی استانبولی: Uşak Kilimi) نام فرش‌هایی ترکیه‌ای است که به خاطر  طرح‌های مرسوم در شهر عشاق به این نام خوانده می‌شوند. عشاق که یکی از شهرهای بزرگ غرب آناتولی است که از روزگار امپراتوری عثمانی تا اوایل سده بیستم میلادی از مراکز تولید عمده فرش بود (گرچه این طرح‌ها در مناطق دیگر نیز بافته می‌شدند.)